# Rose e François
Rose e François è un film del 1976 diretto da Yves Allégret.

## Trama
François vive in un paesino di campagna col nonno e trascorre le giornate in compagnia di Rose, la sua sola amica. Un giorno, George, il padre del piccolo, torna a riprenderselo per portarlo a vivere con sé a Bordeaux. Recalcitrante, François segue il padre ma non riusce ad abituarsi alla nuova vita. Dopo una serie di marachelle commesse dal bambino, George si vedrà costretto a riportarlo dal nonno.